# Calomnion lillianiae
Calomnion lillianiae är en bladmossart som beskrevs av Dale Hadley Vitt och H. A. Miller in Vitt 1995. Calomnion lillianiae ingår i släktet Calomnion och familjen Calomniaceae. Inga underarter finns listade i Catalogue of Life.